# Base Conjunta Andrews
La Base Conjunta Andrews (en inglés: Joint Base Andrews, JBA) (IATA: ADW, ICAO: KADW, FAA LID: ADW) es la parte del aeródromo de la Base Conjunta Andrews, que está bajo la jurisdicción de la Fuerza Aérea de los Estados Unidos (USAF). En 2009, la Base Aérea Andrews se fusionó con la Instalación Aérea Naval de Washington para formar la Base Conjunta Andrews. Andrews se ubica cerca Camp Springs, Maryland, en los suburbios de Washington D. C, es la base de operaciones de dos aviones Boeing VC-25A con el indicativo Air Force One cuando el presidente está a bordo, que sirven al Presidente de los Estados Unidos, y el presidente generalmente entra y sale de Andrews cuando viaja desde Washington D. C. en avión.
La unidad anfitriona en Andrews es el 316th Wing, asignado al Distrito de la Fuerza Aérea de Washington. Es responsable de mantener el transporte aéreo de reacción ante emergencias con ala rotatoria y otras capacidades de respuesta a contingencias de la Región de la Capital Nacional que son fundamentales para la seguridad nacional, y de organizar, entrenar, equipar y desplegar fuerzas listas para el combate para las Fuerzas Expedicionarias Aéreas y Espaciales (AEF). El 316th Wing también proporciona seguridad de instalación, servicios y gestión de aeródromos para apoyar al Presidente, Vicepresidente, otros líderes superiores de EE. UU. y más de 50 organizaciones arrendatarias y agencias federales.
El 316th Wing brinda seguridad, personal, contratación, apoyo financiero e infraestructura a cinco alas, tres cuarteles generales, más de 80 organizaciones arrendatarias, 148 unidades geográficamente separadas y 6500 aviadores en el Pentágono, así como a 60.000 aviadores y familias en la región de la capital nacional y en todo el mundo. El 316th Wing apoya las operaciones de contingencia en la capital de los Estados Unidos con activos rotatorios de respuesta inmediata. También brinda seguridad a la línea de vuelo de mayor visibilidad del mundo y es responsable del apoyo ceremonial con la Banda de la Fuerza Aérea de los Estados Unidos, la Guardia de Honor y la Capellanía de la Fuerza Aérea de Arlington.
El comandante del ala es el coronel Tyler R. Schaff, y el sargento mayor jefe de comando es el sargento mayor jefe Thomas C. Daniels.

## Historia
La actual ubicación de la base aérea Andrews, las tropas de la guerra civil estadounidense utilizaron una iglesia rural cerca de Camp Springs, Maryland, como alojamiento (ahora llamada Chapel Two). El 25 de agosto de 1941, el presidente Franklin D. Roosevelt ordenó al Secretario de Guerra que adquiriera terrenos para construir un aeródromo militar en el emplazamiento actual de la Base Conjunta Andrews, cuya construcción comenzó más tarde ese mismo año.
Base aérea de Camp Springs
La base aérea de Camp Springs fue designada el 5 de septiembre de 1942, y la construcción comenzó el 16 de septiembre de 1942. El aeródromo del ejército de la Segunda Guerra Mundial de Maryland de la 1.ª Fuerza Aérea fue "designado como una subbase del Cuartel General, Baltimore AAFld, a fines de noviembre de 1942"; la 901. Compañía de Intendencia (Construcción) se convirtió en la unidad operativa de la base el 14 de diciembre de 1942. La base aérea del ejército de Camp Springs se inauguró el 19 de abril de 1943, y comenzó a funcionar el 2 de mayo de 1943, cuando llegó el primer avión Republic P-47 Thunderbolt, después de que el 367.º Escuadrón de Cazas fuera estacionado en Camp Springs el 21 de abril de 1943. El 6 de junio de 1943, el cuartel general de Camp Springs obtuvo el mando de 4 subbases: Baltimore AAFld, Dover Army Airfield, Millville Army Airfield y Philadelphia Municipal Airport se convirtieron en subbases de Camp Springs AAB.
Campo Andrews

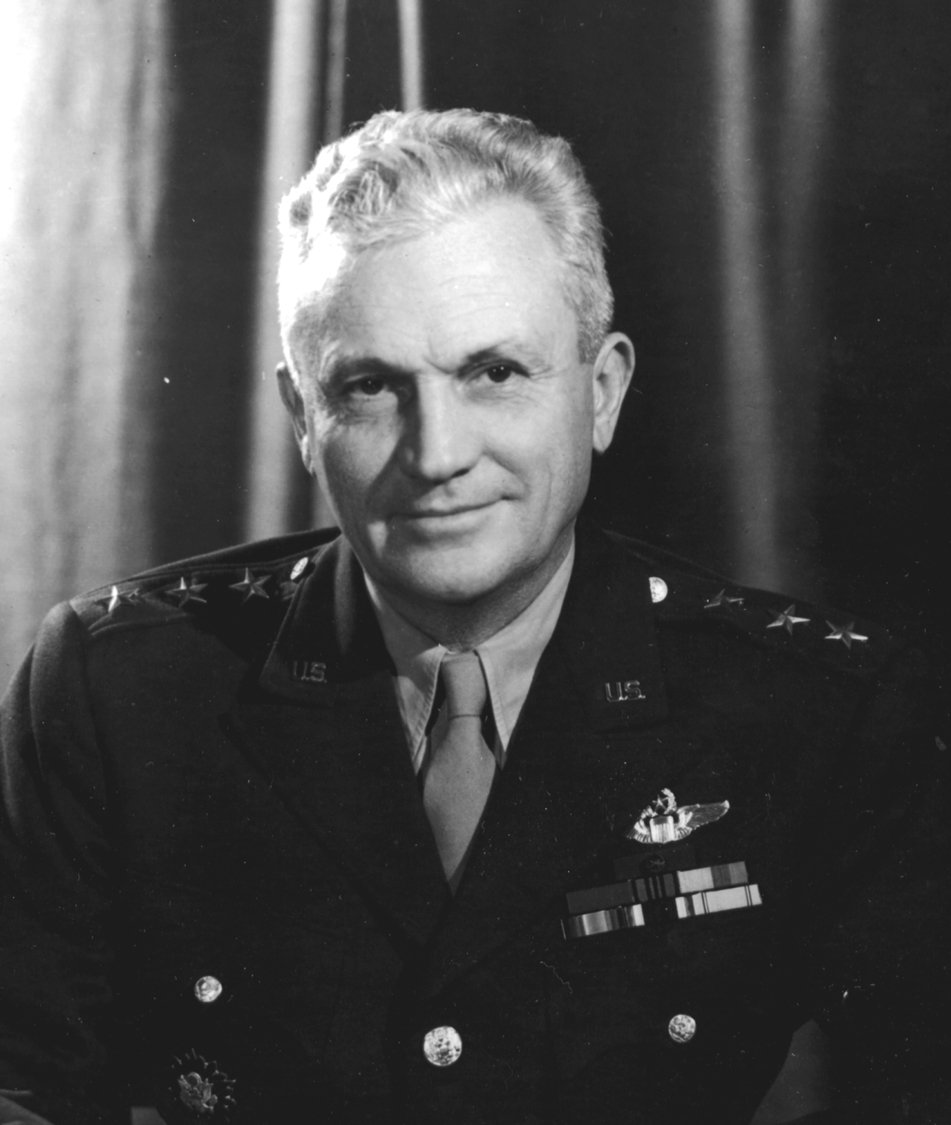
La Base debe su nombre al teniente general Frank Maxwell Andrews (1884-1943).

El aeródromo de Camp Springs pasó a llamarse Campo Andrews (Andrews Field) el 7 de febrero de 1945 en honor a uno de los fundadores de la Fuerza Aérea, el teniente general Frank M. Andrews y en 1946, Andrews fue una subbase de Bolling Field (3 de enero de 1946 - 20 de noviembre de 1946). La sede del Comando Aéreo Estratégico se transfirió de Bolling Field a Andrews. El mando de los destacamentos de puntuación de bombas de radar de CONAF (por ejemplo, en Dallas Love Field) se transfirió a Andrews el 17 de marzo de 1946 cuando la "263 AAF BU" fue asignada (transferida el 23 de febrero de 1948) a Carswell AFB.
Andrews fue transferido del Ejército a la Fuerza Aérea en 1947, y fue una instalación del Cuartel General de Comando desde 1947 hasta 1952 y nuevamente después de 1957. El Cuartel General del Servicio de Transporte Aéreo Militar controló la base durante el período interino. El año 1947 marcó la llegada del primer avión a reacción asignado permanentemente, el F-80 Shooting Star, a Andrews. La versión de entrenamiento versátil y de larga duración del F-80, el T-33, todavía jugó un papel importante en los programas de vuelo de competencia en Andrews más de 30 años después.
Base de la Fuerza Aérea Andrews

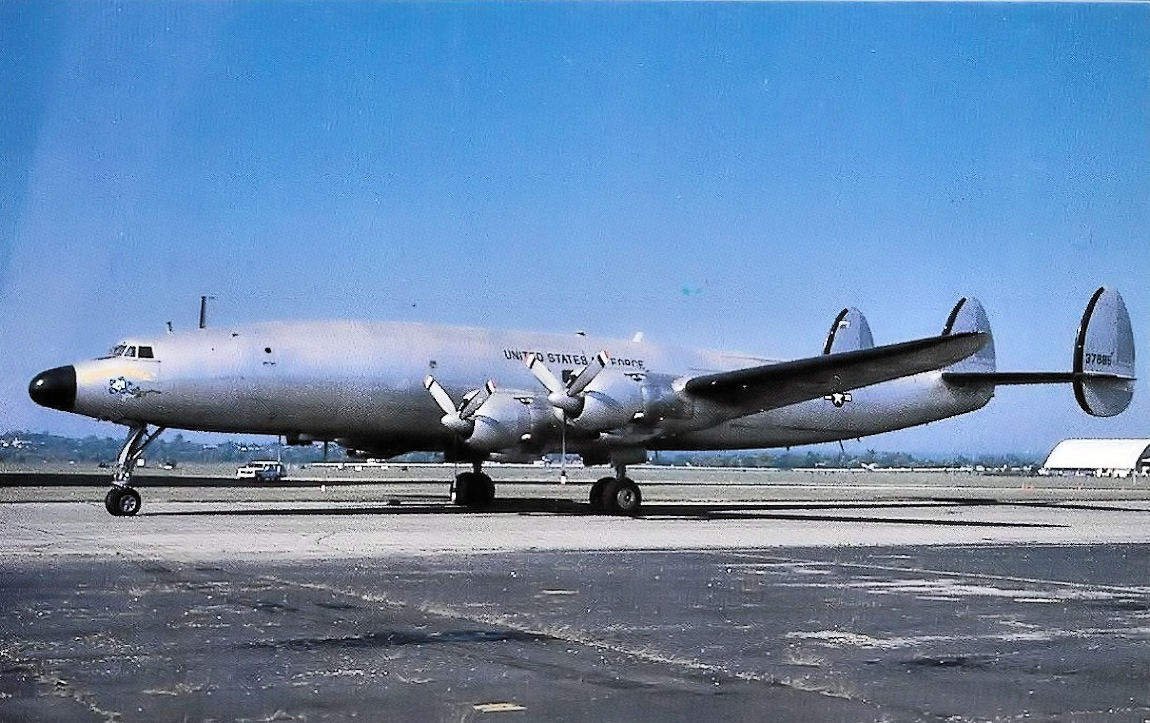
Un Lockheed VC-121E Super Constellation '53-7885' Colombine III en la base de la Fuerza Aérea Andrews en 1960.

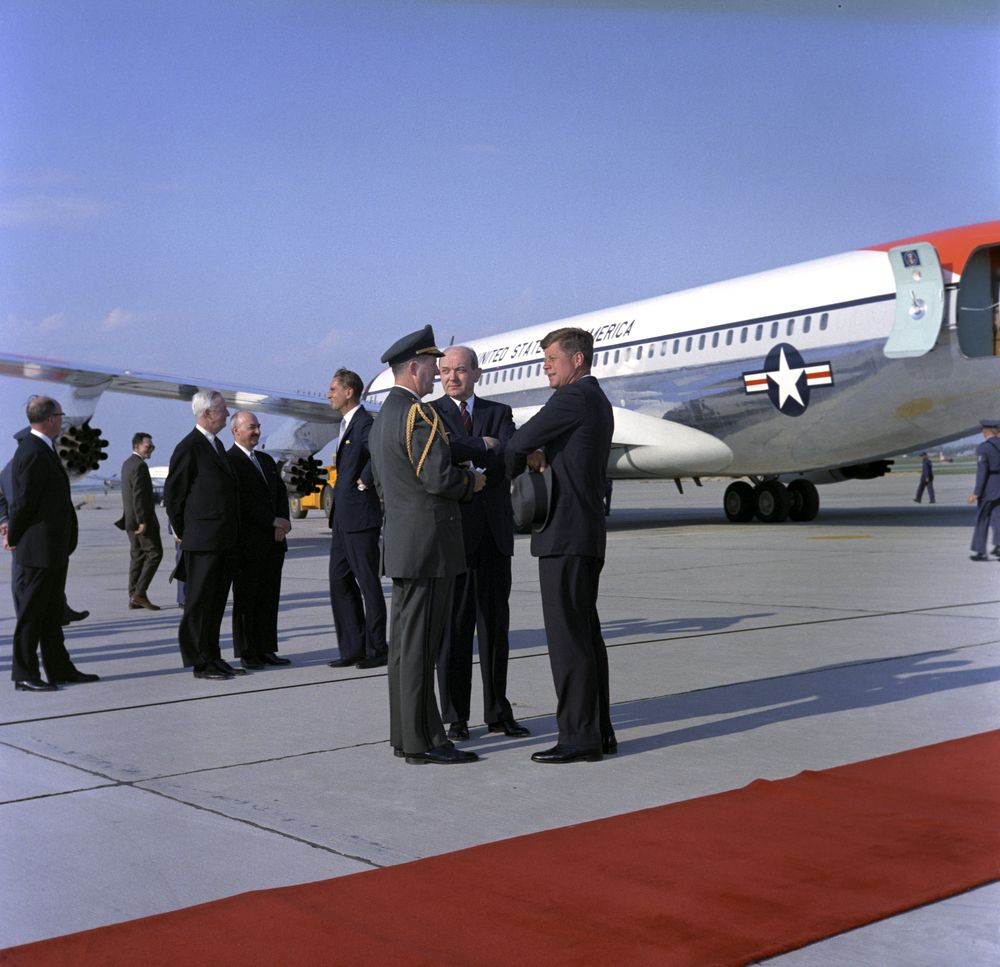
El presidente John F. Kennedy en la base aérea Andrews, el 27 de abril de 1962.

Poco después de que la Fuerza Aérea se convirtiera en un servicio independiente en 1947, el nombre de la base cambió a Base de la Fuerza Aérea Andrews (Andrews Air Force Base). En los años posteriores a la Segunda Guerra Mundial, Andrews sirvió como sede del Comando Aéreo Continental, el Comando Aéreo Estratégico y el Servicio de Transporte Aéreo Militar. También fue sede del Comando de Investigación y Desarrollo Aéreo y su sucesor, el Comando de Sistemas de la Fuerza Aérea, de 1950 a 1992. Andrews era más conocido por su papel en misiones aéreas especiales, el transporte de altos líderes gubernamentales y militares. El presidente Harry S. Truman fue el primero en volar un vuelo presidencial desde Andrews el 24 de noviembre de 1946.
Andrews se involucró rápidamente en el entrenamiento de preparación para el combate para las tripulaciones de los bombarderos medianos B-25 Mitchell. El entrenamiento de preparación para el combate y la competencia de vuelo para los pilotos militares asignados a tareas no relacionadas con el vuelo en el área de Washington han seguido siendo dos elementos clave en la misión local desde el establecimiento de la base. El Comando de Investigación y Desarrollo Aéreo del Cuartel General (más tarde, Comando de Sistemas de la Fuerza Aérea) se trasladó a Andrews desde Baltimore el 24 de junio de 1958.
El puerto de entrada y salida de dignatarios se transfirió a Andrews AFB en 1959, y el Destacamento 1 del 1254th Air Transport Group recibió su primer avión a reacción, un Boeing VC-137 Stratoliner el mismo año. Si bien el avión oficial del presidente, un Lockeed C-121 Constellation ( Columbine III ), permaneció en el Aeropuerto Nacional de Washington, el presidente a menudo usó el nuevo VC-137 para viajes más largos. Con la construcción de nuevas instalaciones a partir de 1959, Andrews se había convertido a principios de 1962 en la principal instalación de vuelo de la USAF que prestaba servicio en el área de Washington D. C., con el cierre de la pista de aterrizaje en Bolling AFB.
El papel de defensa aérea de Andrews se fortaleció en la década de 1950 con la aparición de lo último en equipamiento de cazas interceptores en la línea de vuelo. Los F-94 Starfire, los F-102 Delta Dagger y por último, los F-106 Delta Dart formaron la columna vertebral de los tres escuadrones de cazas interceptores que operaron desde la base hasta 1963.
A fines de la década de 1950, Andrews comenzó a organizar una jornada de puertas abiertas y un espectáculo aéreo anuales en la base. Este evento luego se convirtió en la Jornada de Puertas Abiertas de los Servicios Conjuntos del Departamento de Defensa, un evento anual que ahora atrae a más de 700 000 visitantes a la base todos los años. La jornada de puertas abiertas se lleva a cabo todos los años durante el fin de semana del Día de las Fuerzas Armadas.
En los años transcurridos desde 1959, las operaciones de vuelo y la importancia de Andrews han aumentado considerablemente. En 1961, la última de las unidades de vuelo del Servicio de Transporte Aéreo Militar en el Aeropuerto Nacional de Washington se transfirió a Andrews. A esto le siguió un año más tarde la transferencia a Andrews de todas las actividades de vuelo de ala fija desde la Base de la Fuerza Aérea de Bolling. Andrews se ha establecido firmemente como el principal puerto de entrada para funcionarios militares y gubernamentales extranjeros en ruta a Washington y los Estados Unidos. En julio de 1961, el avión presidencial oficial estuvo estacionado aquí, conocido como "Air Force One" cuando el presidente está a bordo. Antes de 1961, el avión presidencial había estado guardado en el Aeropuerto Nacional de Washington y en la Base de la Fuerza Aérea de Bolling. El avión oficial del presidente John F. Kennedy, un Douglas VC-118, fue transferido permanentemente desde Washington National en marzo de 1962, y Andrews se convirtió oficialmente en el "hogar del Air Force One".
En 1963, la Naval Air Facility (NAF), establecida originalmente en la antigua NAS Anacostia en 1919, se trasladó a Andrews. La NAF se encarga de las operaciones de vuelo vip de la Marina. El destacamento del Cuerpo de Marines que vuela el FA-18 Hornet se encuentra aquí.
En una importante reorganización, el Cuartel General de la Fuerza Aérea de los EE. UU. se disolvió el 1 de julio de 1976, se reestructuró bajo el Comando de Transporte Aéreo Militar como la 76.ª División de Transporte Aéreo y trasladó su sede de la Base de la Fuerza Aérea Bolling a Andrews. La 76.ª siguió siendo la unidad matriz del comando anfitrión de Andrews, redesignada como 1.ª Ala de Base Aérea.
En octubre de 1977, la 76.ª División de Transporte Aéreo se convirtió en la 76.ª Ala de Transporte Aéreo Militar. La 1.ª Ala de Base Aérea fue rediseñada como el 76.º Grupo de Base Aérea, y la 89.ª Ala de Transporte Aéreo Militar se convirtió en el 89.º Grupo de Transporte Aéreo Militar. La 76.ª MAW siguió siendo la unidad matriz en Andrews. El 15 de diciembre de 1980, se restableció la 76.ª División de Transporte Aéreo, el 76.º Grupo de Base Aérea se convirtió en la 1776.ª Ala de Base Aérea y el 89.º Grupo de Transporte Aéreo Militar se convirtió en la 89.ª Ala de Transporte Aéreo Militar. El 1 de octubre de 1985, la 76.ª División de Transporte Aéreo fue desactivada como resultado de la activación del Distrito de la Fuerza Aérea de Washington en la Base de la Fuerza Aérea Bolling. La 1776.ª Ala de Base Aérea fue designada como el "ala anfitriona" de la Base de la Fuerza Aérea Andrews y asumió las responsabilidades de apoyo a la base.
Durante la Operación Tormenta del Desierto, Andrews atendió a 16.540 pacientes en instalaciones hospitalarias improvisadas ubicadas en el centro de tenis de la base.

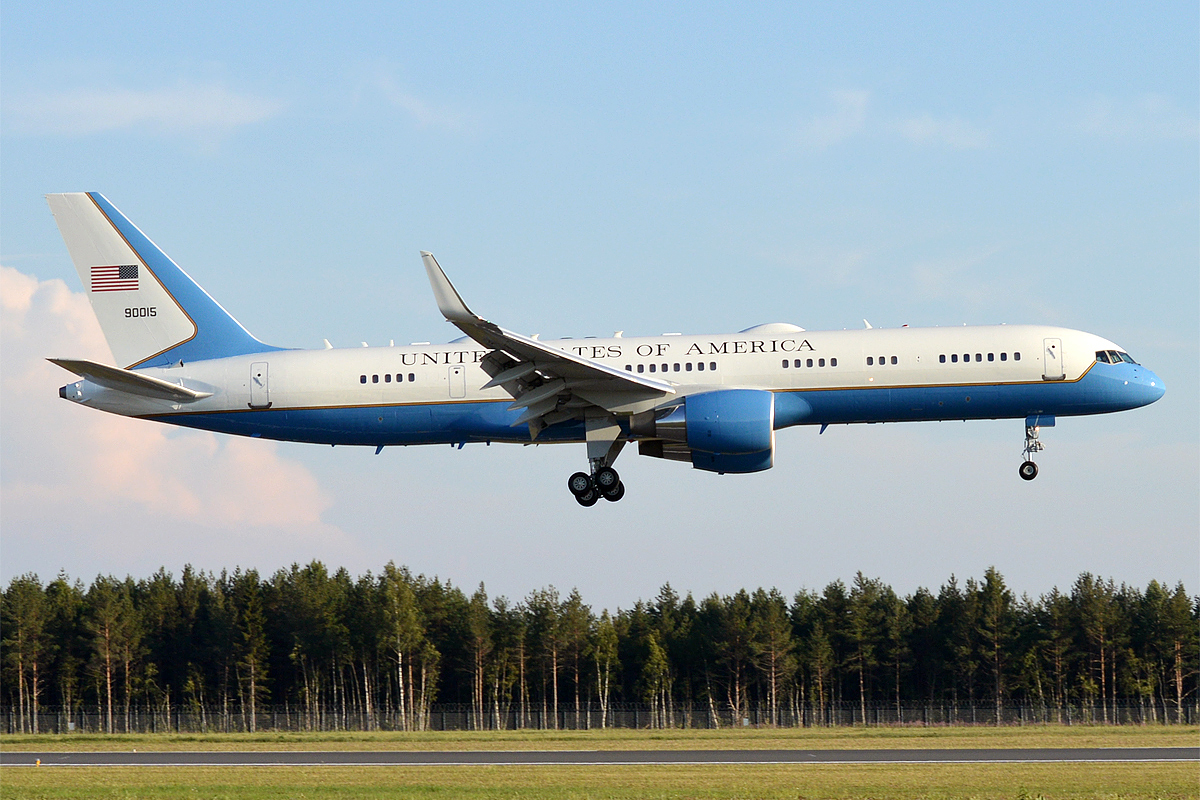
Un C-32A, una versión especialmente configurada del avión comercial Intercontinental Boeing 757-200.

El 12 de julio de 1991, la 89.ª Ala de Transporte Aéreo Militar pasó a denominarse 89.ª Ala de Transporte Aéreo y asumió funciones como ala anfitriona en la Base de la Fuerza Aérea Andrews. Las funciones de apoyo que antes desempeñaba la 1776.ª Ala de la Base Aérea ahora recaen en la 89.ª y la 1776.ª fue desactivada. Con la consolidación de las dos alas, la recién formada 89.ª Ala de Transporte Aéreo es una de las alas más grandes del Comando de Movilidad Aérea, con una fuerza laboral cercana a las 9000 personas.
Conocida como "El ala del presidente", la 89.ª Ala de Transporte Aéreo continúa contribuyendo a la rica historia de Andrews como el ala de élite del Comando de Movilidad Aérea para el transporte de personalidades importantes por todo el mundo. Andrews no solo brinda servicio a los altos funcionarios de Estados Unidos, sino también a reyes, reinas, presidentes, primeros ministros, papas y líderes militares locales y extranjeros que hacen de la Base de la Fuerza Aérea Andrews su primera parada en los Estados Unidos.
El 5 de enero de 2005, la Fuerza Aérea reactivó el Distrito de la Fuerza Aérea de Washington (AFDW) como la única voz de la Fuerza Aérea para la planificación e implementación de soluciones conjuntas y de la Fuerza Aérea dentro de la Región de la Capital Nacional (NCR). Este evento trajo consigo cambios significativos en Andrews. El 12 de mayo de 2006, el 89.º Grupo Médico en Andrews y el 11.º Grupo Médico, Base de la Fuerza Aérea de Bolling, Washington D. C. se combinaron en el 79.º Ala Médica, donde estableció su sede en Andrews. En junio de 2006, el 316.º Ala se puso de pie bajo el mando del AFDW como la nueva unidad anfitriona de la Base de la Fuerza Aérea Andrews y sus casi 50 unidades arrendatarias para incluir organizaciones del Ejército de los EE. UU., el Comando de Reserva de la Fuerza Aérea, la Guardia Nacional Aérea, la Reserva de la Armada, la Reserva del Cuerpo de Marines y la Patrulla Aérea Civil. La activación del 316.º impulsó la transferencia del 1.º Escuadrón de Helicópteros del 89.º Ala de Transporte Aéreo al 316.º Grupo de Operaciones. En mayo de 2007, la AFDW, así como el 844.º Grupo de Comunicaciones, se transfirieron de la Base de la Fuerza Aérea Bolling a la Base de la Fuerza Aérea Andrews.
Instalación aérea naval de Washington

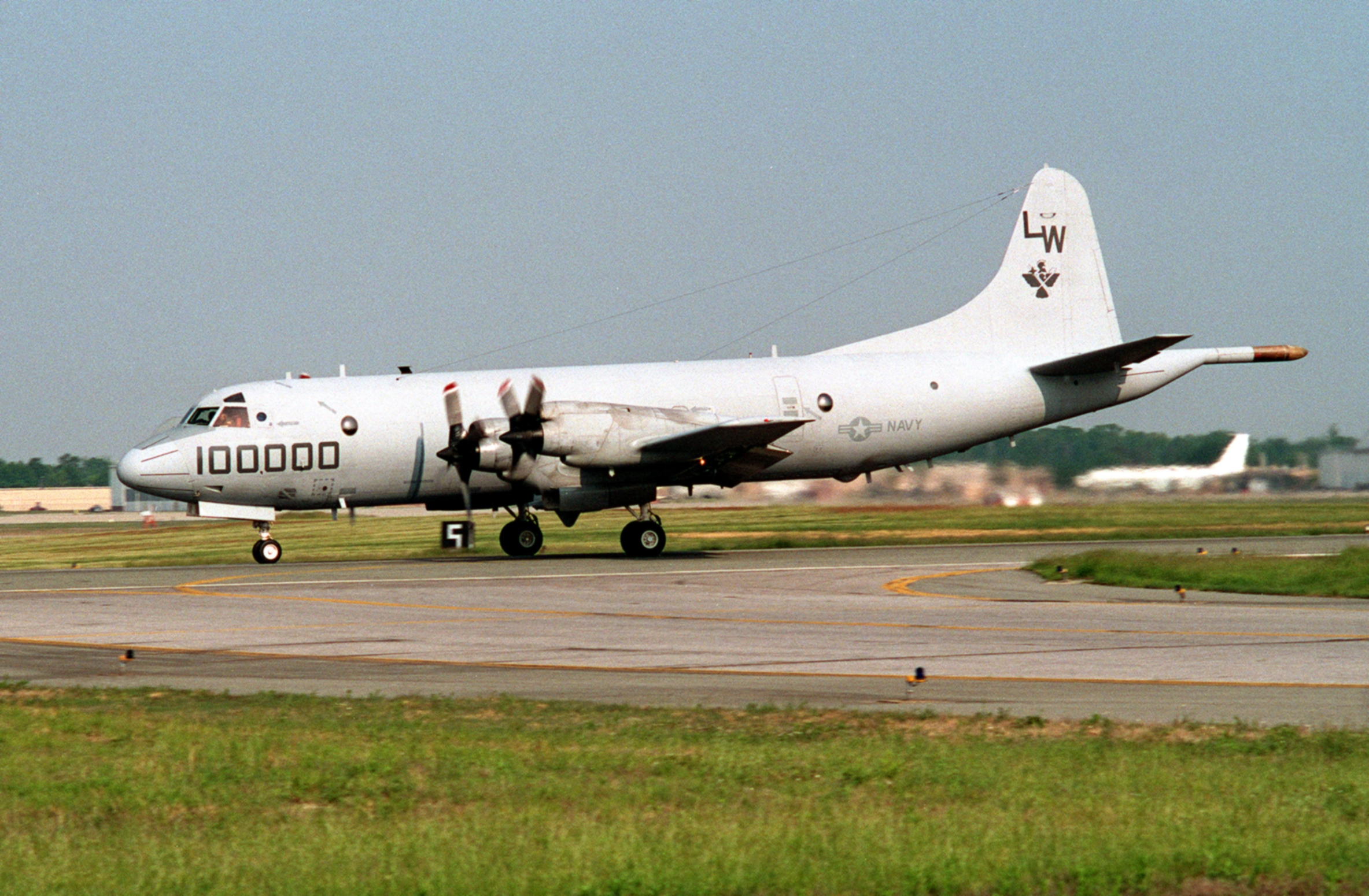
Un Lockheed P-3C de la Marina de los EE. UU. de un VP-68 Blackhawks, rodando en la NAF de Washington durante 1994.

En 1958, cuando el espacio aéreo alrededor de la Estación Aérea Naval de Anacostia en Washington D. C., se volvió demasiado concurrido y las pistas de Anacostia se consideraron demasiado cortas, las actividades aéreas navales se trasladaron a la Base de la Fuerza Aérea Andrews para facilitar las operaciones a reacción con un destacamento de entrenadores a reacción T-2V SeaStar, completándose la transferencia en diciembre de 1961.
A lo largo de la década de 1960 y principios de la de 1970, los reservistas de la Marina y la Infantería de Marina volaron el AD-5 Skyraider, el FJ-4B Fury, el F-8U Crusader, el RF-8G Photo Crusader, los aviones de carga C-54 Skymaster y C-118, el SP-2 Neptune y una variedad de otros. En abril de 1972, la Reserva Aérea Naval se reorganizó en dos alas de portaaviones tácticos (CVW-20 y CVW-30) con escuadrones de transporte y patrulla de apoyo.
En 1989, el Secretario de la Marina firmó un nuevo permiso de 25 años que otorgaba a la NAF Washington el uso continuo de tierras en la Base de la Fuerza Aérea Andrews.
A principios de 1993, los reservistas aéreos de la NAF Washington D. C., continuaron apoyando las actividades navales con el VMFA-321 volando el F/A-18 Hornet, el VP-68 volando el P-3C Orion, el VAQ-209 volando el EA-6B Prowler, el Destacamento del Ala de Apoyo Logístico de la Flota volando el C-20 Gulfstream y el T-39 Sabreliner, el VR-53 volando el C-130 Hercules y la NAF volando el UC-12B para el transporte de vip y carga ligera.
En octubre de 2006, el Centro de Apoyo Operacional de la Armada (NOSC) Anacostia se fusionó con la NAF Washington. Con esta fusión, la NAF asumió el título adicional de Comando del Componente de Reserva del Distrito Naval de Washington. En septiembre de 2007, el NOSC Adelphi en Maryland se disolvió y se fusionó con el centro de reserva de la NAF Washington, creando así el NOSC más grande del país.
Fusión

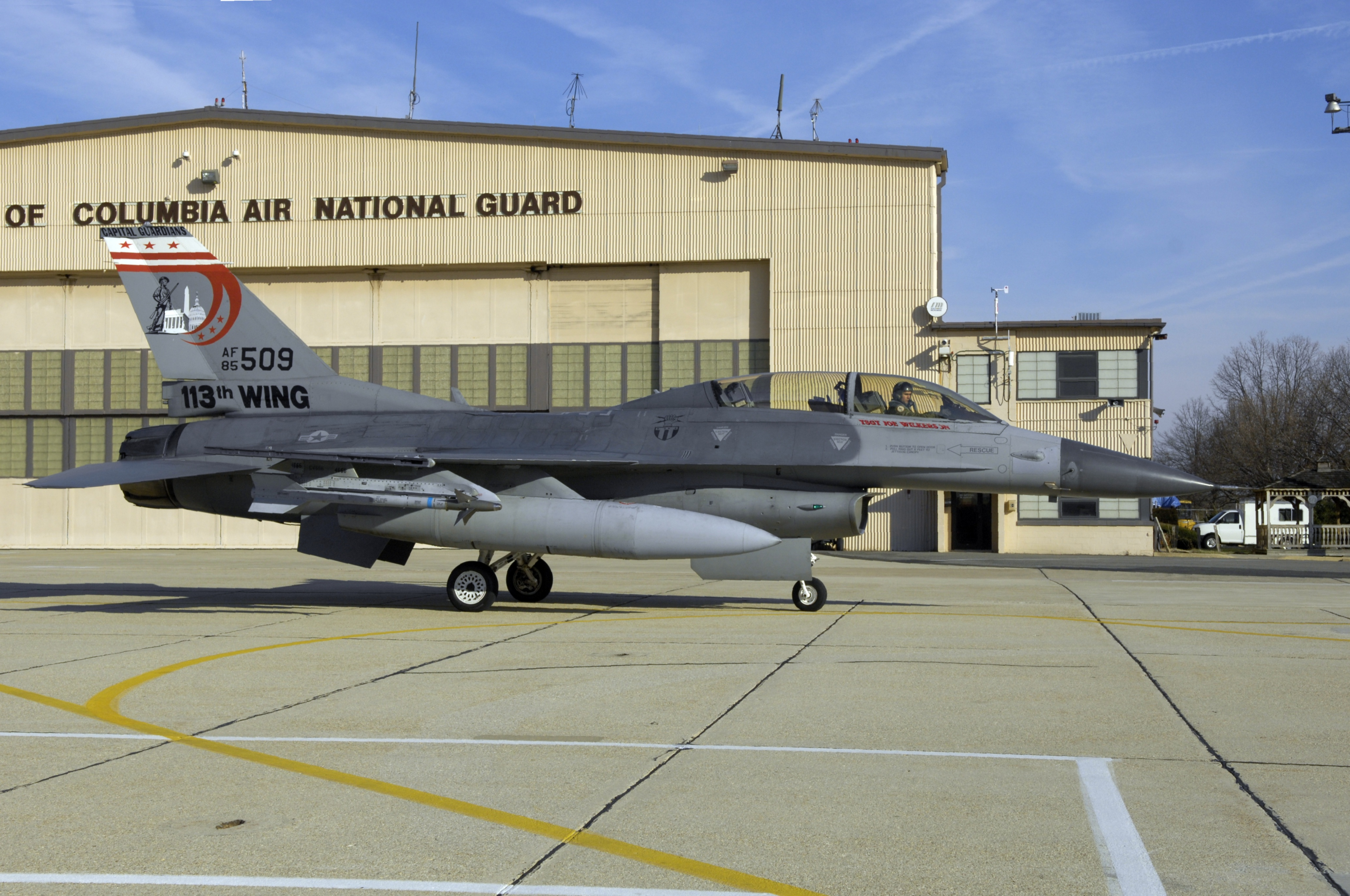
Un F-16D Fighting Falcon de la Guardia Nacional Aérea del Distrito de Columbia.

En mayo de 2005, la Comisión de Realineamiento y Cierre de Bases (BRAC) formuló varias recomendaciones relacionadas con la Base Andrews de la Fuerza Aérea. La más importante fue la de realinear la Base Aérea Naval (NAF) de Washington, reubicando sus funciones de gestión de instalaciones a la Base Andrews de la Fuerza Aérea, estableciendo así la Base Conjunta Andrews-Base Aérea Naval de Washington.
BRAC también recomendó trasladar varias oficinas del Secretario de la Fuerza Aérea a Andrews desde espacios de oficinas alquilados en Arlington, Virginia, reduciendo así la dependencia de espacios alquilados y aumentando la seguridad de esas actividades al ubicarlas dentro de una instalación militar.
Otros cambios incluyeron la reubicación de la sede de la Oficina de Investigaciones Especiales de la Fuerza Aérea (AFOSI) de Andrews a la Base del Cuerpo de Marines en Quantico, Virginia, y la reubicación de la Agencia de Normas de Vuelo de la Fuerza Aérea (AFFSA) y sus dos C-21A a la Base de la Guardia Nacional Aérea Will Rogers, Oklahoma.
La fusión con NAF Washington se hizo efectiva el 1 de octubre de 2009, cuando se estableció la base conjunta, siendo la Fuerza Aérea de los EE. UU. la organización líder que proporciona servicios de gestión y apoyo para ambas instalaciones.
Aunque comparten pistas paralelas, la NAF Washington se consideró originalmente una instalación aérea separada y mantenía un identificador de aeródromo exclusivo de la Marina y el Cuerpo de Marines de la FAA, NSF, y un identificador de aeródromo de la OACI, KNSF. Antes de la fusión, estos identificadores de aeródromo separados se suspendieron el 29 de marzo de 2009 y todas las operaciones de vuelo dentro y fuera de la NAF Washington ahora utilizan los identificadores de aeródromo de Andrews AFB, ADW y KADW, según corresponda.
El 1 de octubre de 2010, la Fuerza Aérea completó la fusión del 11.º Ala y el 316.º Escuadrón. El 11.º Ala se convirtió en la organización base anfitriona de la Base Conjunta Andrews.

## Base conjunta Andrews

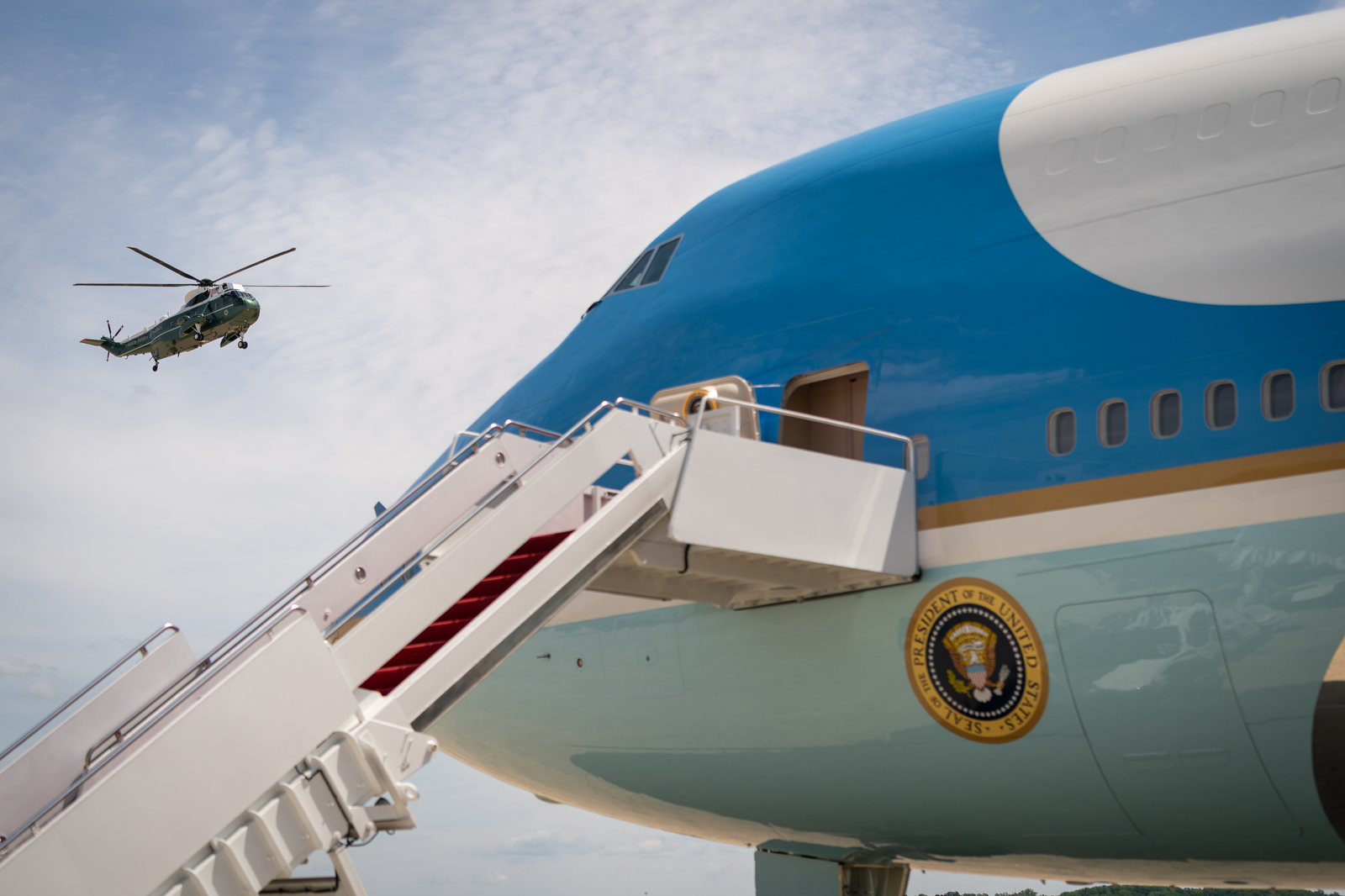
El Marine One llega a Base Andrews, mientras el Air Force One espera en la losa a que el presidente Joe Biden comience su viaje a Tulsa, Oklahoma, el 1 de junio de 2021.

La base es ampliamente conocida por servir como base de operaciones de dos aviones Boeing VC-25 que tienen el indicativo Air Force One mientras el Presidente de los Estados Unidos está a bordo. El Boeing C-32 A, que es utilizado por el Vicepresidente de los Estados Unidos, también tiene su base en Andrews.
El anfitrión en Andrews es el 11th Wing (11 WG), asignado al Distrito de la Fuerza Aérea de Washington. El 11 WG es responsable de mantener el transporte aéreo de reacción ante emergencias con ala rotatoria y otras capacidades de respuesta a contingencias de la Región de la Capital Nacional que son fundamentales para la seguridad nacional, y de organizar, entrenar, equipar y desplegar fuerzas listas para el combate para las Fuerzas Expedicionarias Aéreas y Espaciales (AEF).

## Rol y operaciones

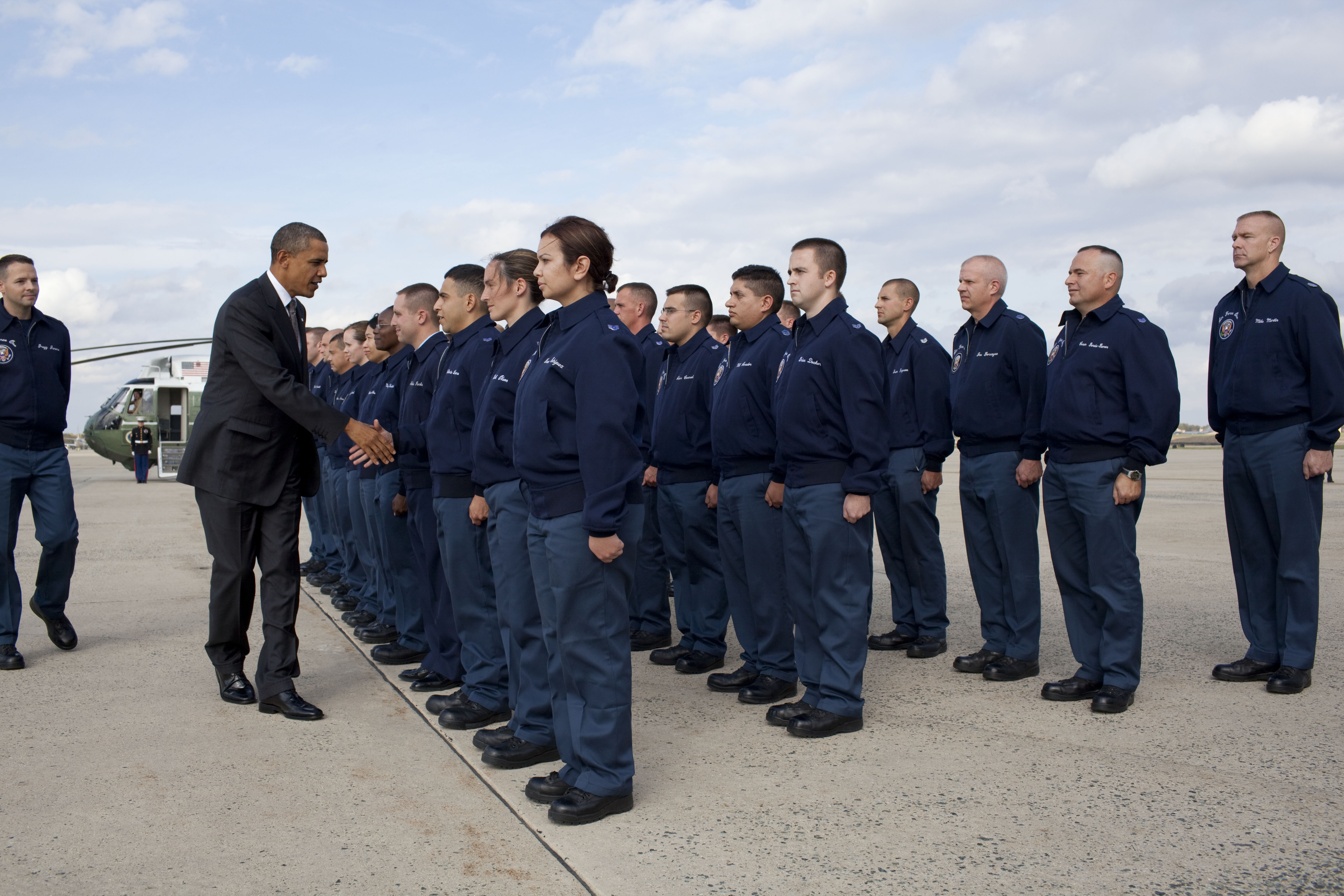
El presidente Barack Obama saluda al personal en la base en octubre de 2010.

### Ala 316
El 316th Wing es el ala anfitriona de la Base Conjunta Andrews, que brinda seguridad, personal, contratación, apoyo financiero e infraestructura para cinco alas, tres sedes, más de 80 organizaciones arrendatarias, 148 unidades separadas geográficamente, 6500 miembros del personal en el Pentágono, así como 60.000 miembros del personal y sus familias en la Región de la Capital Nacional y en el extranjero. El ala opera varios helicópteros UH-1N Iroquois en apoyo de las operaciones diarias y de contingencia en Washington D. C., y también es responsable del apoyo ceremonial con la Capellanía de Arlington de la Fuerza Aérea de los EE. UU.

### 89.º Ala de Transporte Aéreo
El 89th Airlift Wing, parte del Comando de Movilidad Aérea, es responsable del transporte aéreo, la logística y el apoyo de comunicaciones para misiones aéreas especiales en todo el mundo para el presidente, el vicepresidente y otros altos líderes estadounidenses. El Air Force One está asignado al 89th AW.

### Guardia Nacional Aérea del Distrito de Columbia
El 113.º Ala es el componente aéreo de la Guardia Nacional del Distrito de Columbia. Sus dos unidades de vuelo son el 121.º Escuadrón de Cazas y el 201.º Escuadrón de Transporte Aéreo. El 121.º Escuadrón de Cazas vuela el caza multifunción F-16C/D Fighting Falcon y proporciona protección al espacio aéreo que rodea Washington D. C., y también lleva a cabo operaciones de combate aire-aire y aire-tierra en el extranjero. El 201.º Escuadrón de Transporte Aéreo opera los aviones de transporte C-38A Courier y C-40C Clipper y proporciona una capacidad de transporte aéreo a militares de alto rango, líderes gubernamentales, delegaciones del Congreso y de la Casa Blanca.

## Exposición

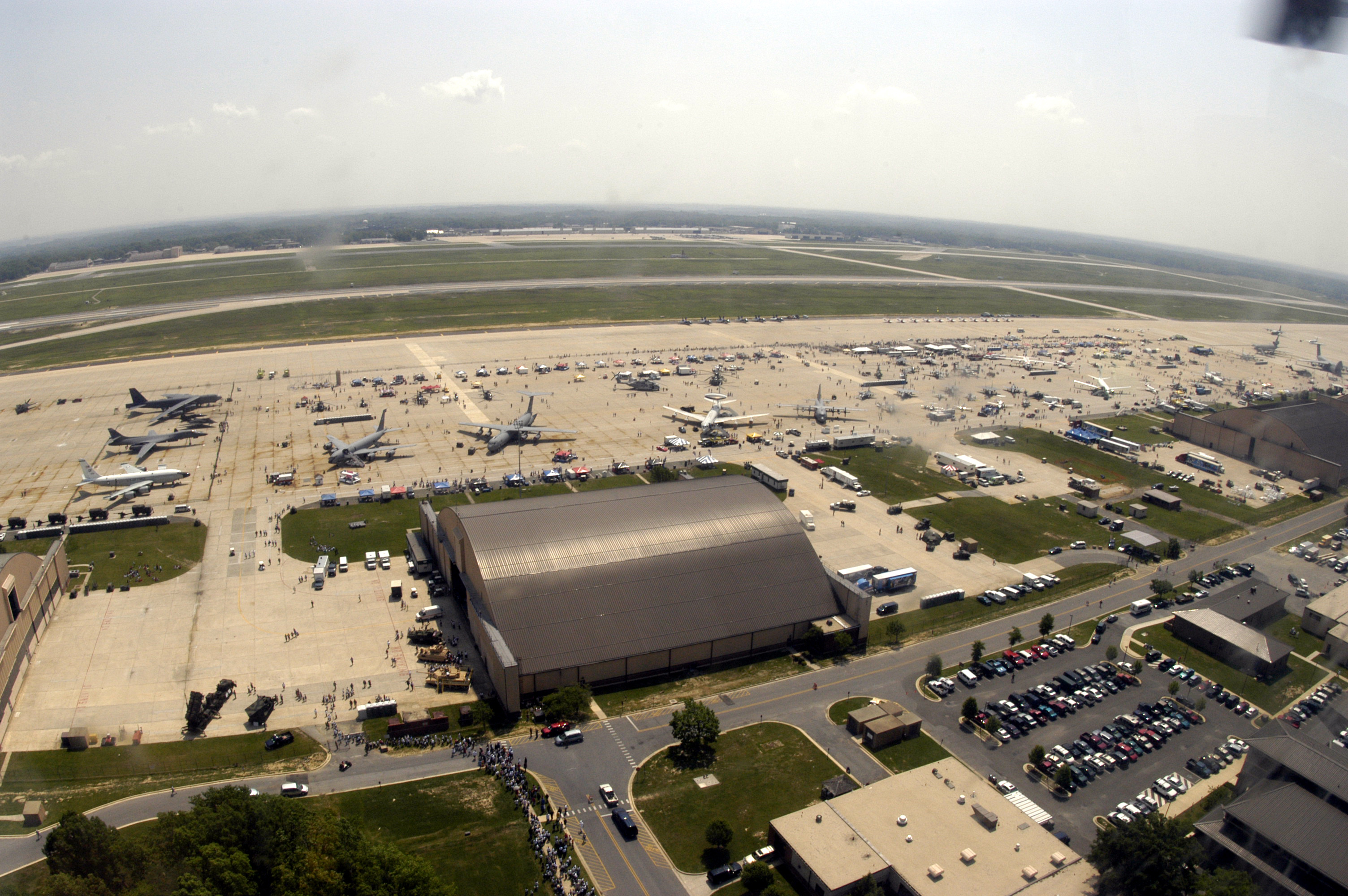
Vista aérea de la exhibición aérea en mayo de 2004.

La Joint Base Andrews Air & Space Expo es una exhibición aérea gratuita que se lleva a cabo cada 2 años o más y en la que participan los Thunderbirds de la Fuerza Aérea de los Estados Unidos y los Blue Angels de la Marina. Una variedad de presentaciones de los servicios militares y otras organizaciones incluyeron el KC-135, el F-16 Fighting Falcon, el Boeing B-52 Stratofortress, y el UH-1N Iroquois.

## Insignia oficial

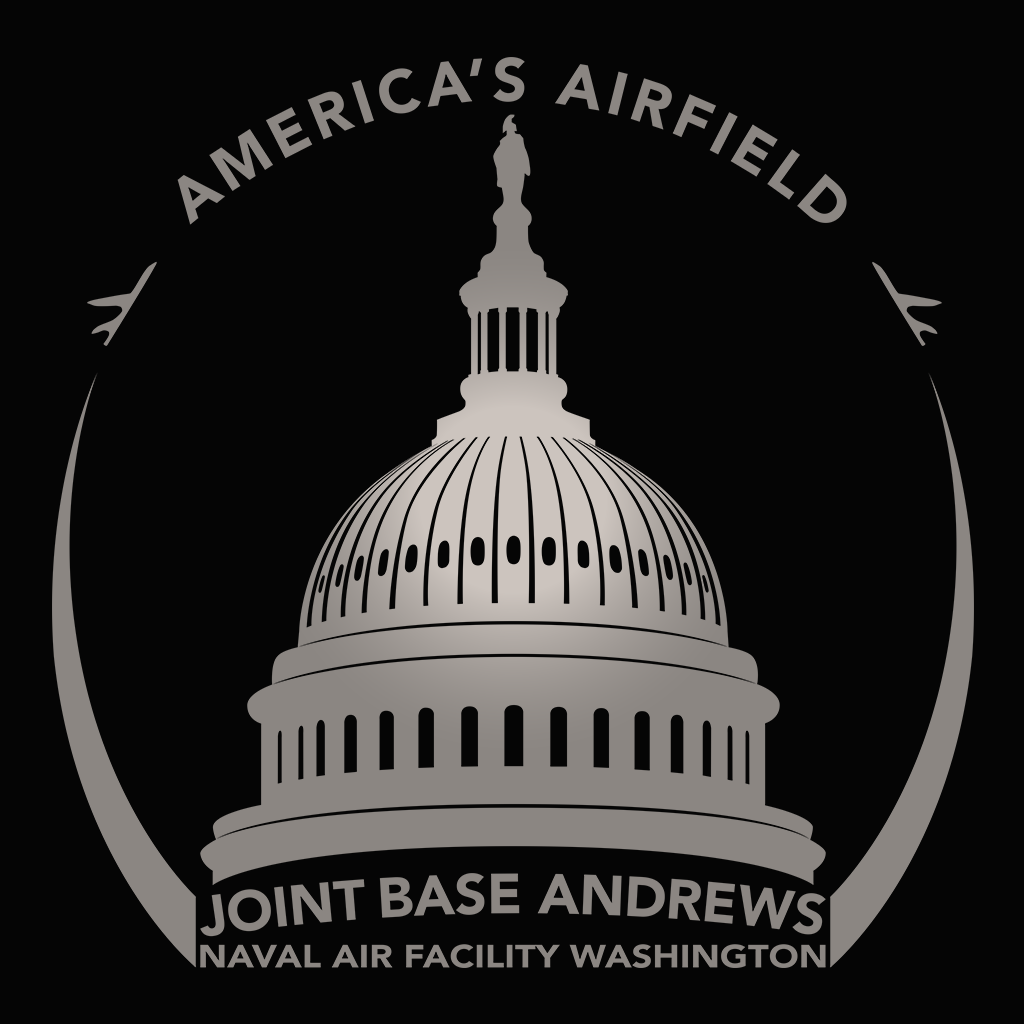
Insignia de la Base Conjunta Andrews.

El comandante de la instalación de la Base Conjunta Andrews aprobó un rediseño del logotipo en la primavera de 2014, cuyo objetivo era mejorar la imagen de marca y la apariencia general de la instalación en todas las plataformas. El proyecto llevó varios meses y atravesó numerosos cambios de diseño antes de su aprobación, pero se finalizó a fines del verano. El proyecto del nuevo logotipo de la JBA fue dirigido y diseñado principalmente por el aviador superior Dan Burkhardt con importantes contribuciones del Sr. Dean Markos, quienes prestaban servicio en la Fuerza Aérea en la oficina de Asuntos Públicos del Ala 11. El logotipo fue aprobado y difundido en todas las plataformas digitales y comercializado localmente en el otoño de 2014.
El nuevo logotipo fue rediseñado con una estética más plana y moderna que podría ocupar cómodamente varios medios diferentes, desde aplicaciones móviles hasta camiones de instalación y carteles. Contiene una serie de elementos de diseño que hacen referencia directa a la misión conjunta de la instalación, que alberga varios Comandos Mayores de la Fuerza Aérea, Comandos Navales, un destacamento de Marines y varias otras unidades relacionadas con el ejército y el gobierno.

### Elementos de diseño
- Edificio del Capitolio de los EE. UU.: El edificio del Capitolio se refiere a la ubicación de la instalación (justo en las afueras de Washington D. C.) y el papel fundamental que desempeña en el apoyo a las operaciones y el liderazgo del gobierno de los EE. UU.[15]
- Aviones duales con estelas de condensación: los dos aviones que despegan con estelas de condensación que fluyen hacia abajo representan las misiones aéreas que la Base Conjunta Andrews organiza o apoya directamente todos los días, incluidas las operaciones y el mantenimiento del Air Force One.[15]
- Aeródromo de Estados Unidos: Esta frase (uno de varios eslóganes no oficiales de la instalación) se refiere al papel fundamental que desempeña la Base Conjunta Andrews en la defensa nacional, el gobierno y la diplomacia.
- Instalación Aérea Naval de la Base Conjunta Andrews, Washington: A diferencia del diseño del logotipo anterior, el nuevo diseño incorpora el nombre oficial de la instalación en la era posterior a BRAC.[15]

## Geografía

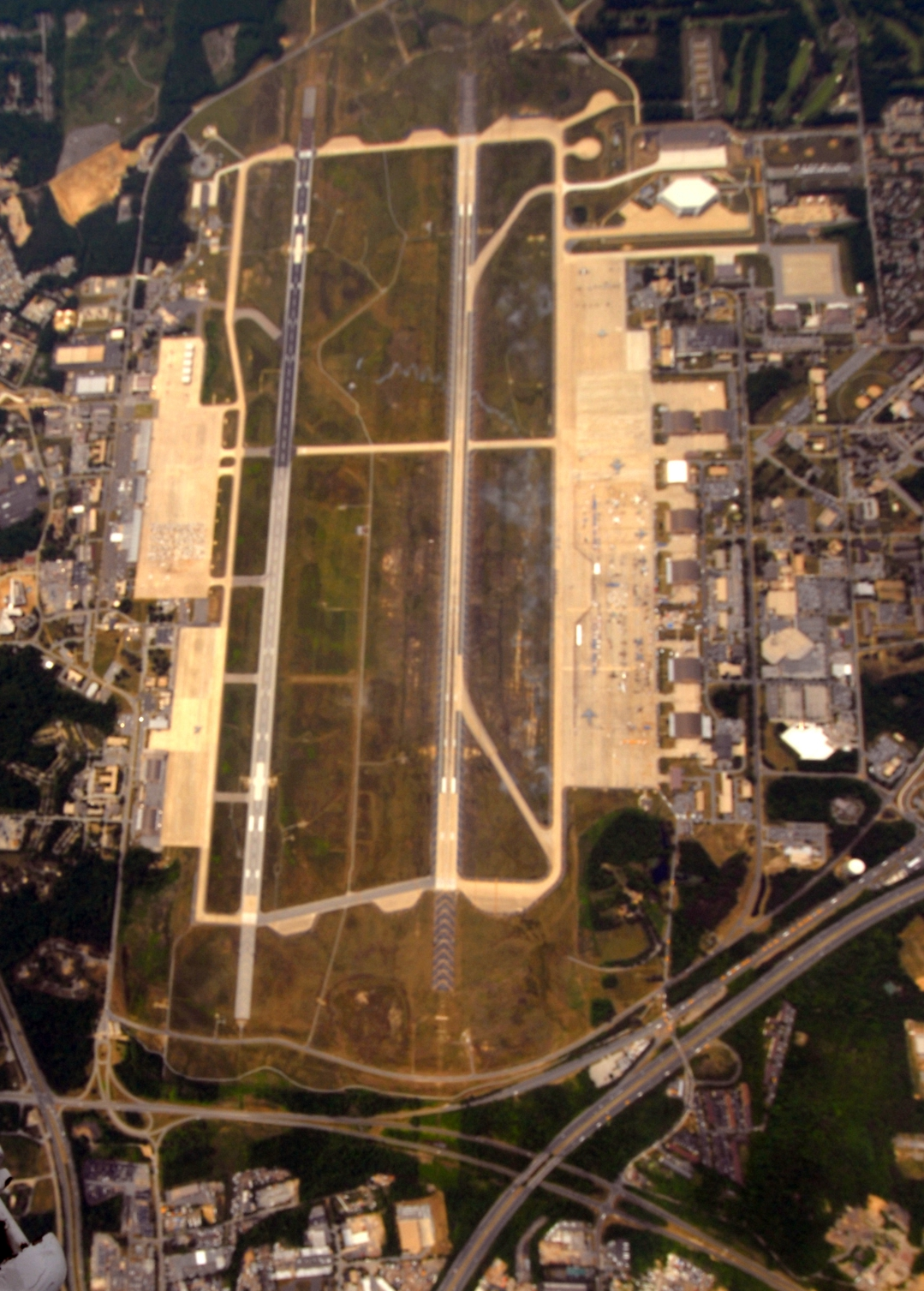
Vista aérea de la base aérea Andrews, el 16 de mayo de 2010.

La Base Conjunta Andrews está situada a unas pocas millas al sureste de Washington D. C., cerca de la ciudad de Morningside. Está delimitada como un lugar designado por el censo por la Oficina del Censo de los Estados Unido. El CDP tiene un área total de 6,9 millas cuadradas (18,0 km 2 ), de las cuales 6,9 millas cuadradas (17,9 km 2 ) son tierra y 0,04 millas cuadradas (0,1 km 2 ), o el 0,51 %, es agua.
Hay dos pistas en la base; la pista occidental tiene una longitud de 3400 m (11 300 pies) y la oriental, de 2970 m (9750 pies). La tercera pista menor entre ellas, en la parte superior de la imagen (encima de la calzada que cruza la base), ahora está cerrada, y la pequeña pista en forma de T en la parte inferior derecha de la primera imagen fue cerrada y demolida en 2008.

## Demografía
Según el censo de 2010, había 2973 personas residiendo en la Base de la Fuerza Aérea Andrews. La densidad de población era de 165,07 hab./km². De los 2973 habitantes, la Base de la Fuerza Aérea Andrews estaba compuesta por el 61.92 % blancos, el 22.3 % eran afroamericanos, el 0.54 % eran amerindios, el 2.46 % eran asiáticos, el 0.54 % eran isleños del Pacífico, el 4.47 % eran de otras razas y el 7.77 % pertenecían a dos o más razas. Del total de la población el 14.03 % eran hispanos o latinos de cualquier raza.Según el censo de 2020, la población residente era de 3025.